# Herzklopfen (Fernsehsendung)
Herzklopfen war eine deutsche Flirtshow für Jugendliche, die von 1993 bis 1995 von Thomas Ohrner moderiert wurde. Der Untertitel der Show lautete: „Ein Spiel um Liebe und Sympathie“.
Ziel der Spielshow war es, das sogenannte „Traumpaar“ der Sendung zu werden. Als Punkte wurden in der Sendung Herzen verteilt. Die Sendung startete damit, dass drei männliche bzw. drei weibliche Kandidaten nach einer Fragerunde ihren Mitspieler aus einer Gruppe von sechs weiteren weiblichen bzw. männlichen Kandidaten aussuchen mussten. Wer aus einem riesigen Kartenspiel die höchste Spielkarte zog, durfte beginnen und hatte die sogenannte Freie Auswahl.
Nach jeder Spielrunde wurde der sogenannte Herzfaktor gemessen, wozu beide Spieler eines Teams die Hand auf einen Sensor legen mussten. Der „Sensor“ bestand aus einem riesigen Herz, auf dem am oberen Ende rote Nägel dicht an dicht angebracht waren. Thomas Ohrner versuchte mit einigen provokanten Bemerkungen, die Pulsfrequenz zu beeinflussen.
In der ersten Runde mussten die Spieler Fragen beantworten, während sie mit dem Rücken zueinander standen, wobei es für jede Übereinstimmung ein Herz gab. Das Übereinstimmungsspiel gab es in zwei Varianten: Bei der ersten mussten die Kandidaten per Kopfschütteln oder -nicken Fragen identisch beantworten, bei der zweiten musste Kandidat A Merkmale (Farbe des Pullovers, Ohrring ja/nein …) des anderen Kandidaten erraten, um Punkte zu gewinnen.
Nachdem das erste Paar ausgeschieden war, gab es das Salzstangenessen. Die Salzstangen wurden von einem Mitglied des Publikums an den Moderator gegeben; oftmals war dieser Gast in einer der nächsten Folgen zu sehen. Die Punkte wurden nach einer Wiederholung der Szene in Zeitlupe nach Gutdünken des Moderators verteilt.
Nach einer weiteren Fragerunde wurde erneut die Pulsfrequenz dank des „Sensors“ gemessen, wobei eine möglichst starke Übereinstimmung mit Herzen belohnt wurde.
Danach schied das schwächere Paar aus. Beide Kandidaten des Gewinnerteams durften einen Wunsch, wie z. B. einen Einkaufsbummel äußern, welcher dann erfüllt wurde. Nach der Bejahung der Frage, ob man mit dem jeweils anderen den Tag verbringen wollte, an welchem die Wünsche erfüllt wurden, wurde das Spielerpaar dann zum „Traumpaar“ der Sendung ernannt.
Lieblingspreise waren eine Fahrt im Heißluftballon, ein Einkaufsbummel, die Ausrichtung einer Party oder auch ein Konzertbesuch.